# NGC 652
NGC 652 (другие обозначения — UGC 1184, MCG 1-5-17, ZWG 412.14, NPM1G +07.0048, IRAS01380+0743, PGC 6208) — галактика в созвездии Рыбы.
Этот объект входит в число перечисленных в оригинальной редакции «Нового общего каталога».
NGC 652 имеет ошибку на 13" в прямом восхождении, такую же, как три другие галактики (NGC 1450, NGC 1509 и NGC 1594), которые Льюис Свифт обнаружил в ту же ночь.